# Список послов США в Сингапуре
Посол США в Сингапуре (формальное название должности Посол Соединённых штатов Америки в Республике Сингапур) — официальный представитель президента и федерального правительства США перед правительством республики Сингапур.
Пост посла вакантен с января 2017 года, после отставки посла Вагнера. Обязанности посла стала исполнять поверенная в делах Стефани Сыптак-Рамнат. 16 мая 2017 года президент Трамп выдвинул на пост посла Кэтлин Макфарленд, бывшую заместителя советника США по национальной безопасности, но она отозвала свою кандидатуру в феврале 2018 года, не получив одобрения сената. 
В настоящее время (с 30 июля 2019 года) обязанности посла исполняет поверенный в делах (фр. Chargé d’affaires) Рафик Мансур, пост посла всё ещё остаётся вакантным. 19 сентября 2019 года президент Трамп номинировал на пост посла Барбару Хейл Торнхилл, председателя фирмы Impact Design (специализирующейся на бизнес-интерьерах).

## Список послов
| No.     | Имя                                           | Принял пост      | Оставил пост     | Президент                           |
| ------- | --------------------------------------------- | ---------------- | ---------------- | ----------------------------------- |
| 1       | Richard H. Donald (поверенный в делах)        | 4 апреля 1966    | сентябрь 1966    | Линдон Джонсон                      |
| 2       | Francis Joseph Galbraith                      | 8 декабря 1966   | 7 июля 1969      | Линдон Джонсон                      |
| 3       | Charles T. Cross                              | 10 октября 1969  | 18 ноября 1971   | Ричард Никсон                       |
| 4       | Edwin M. Cronk                                | 31 июля 1972     | 7 июня 1975      | Ричард Никсон Джеральд Форд         |
| 5       | John H. Holdridge                             | 5 августа 1975   | 9 июня 1978      | Джеральд Форд Джимми Картер         |
| 6       | Richard F. Kneip                              | 7 августа 1978   | 25 сентября 1980 | Джимми Картер                       |
| 7       | Harry E. T. Thayer                            | 13 декабря 1980  | 14 июня 1984     | Джимми Картер Рональд Рейган        |
| 8       | J. Stapleton Roy                              | 26 октября 1984  | 4 октября 1986   | Рональд Рейган                      |
| 9       | Daryl Arnold                                  | 28 апреля 1987   | 8 июля 1989      | Рональд Рейган Джордж Буш — старший |
| 10      | Robert D. Orr                                 | 14 июля 1989     | 12 сентября 1992 | Джордж Буш — старший                |
| 11      | Джон Хантсман                                 | 22 сентября 1992 | 15 июня 1993     | Джордж Буш — старший Билл Клинтон   |
| 12      | Ralph L. Boyce (поверенный в делах)           | июнь 1993        | август 1994      | Билл Клинтон                        |
| 13      | Timothy Chorba                                | 15 августа 1994  | 7 января 1998    | Билл Клинтон                        |
| 14      | Steven J. Green                               | 13 января 1998   | 27 февраля 2001  | Билл Клинтон Джордж Буш-младший     |
| 15      | Frank Lavin                                   | 10 сентябрь 2001 | 11 октября 2005  | Джордж Буш-младший                  |
| 16      | Patricia L. Herbold                           | 29 декабря 2005  | 20 января 2009   | Джордж Буш-младший                  |
| 17      | Daniel L. Shields (поверенный в делах)        | январь 2009      | апрель 2010      | Барак Обама                         |
| 18      | David I. Adelman                              | 29 апреля 2010   | 1 сентября 2013  | Барак Обама                         |
| 19      | Kirk Wagar                                    | 25 сентябрь 2013 | 20 января 2017   | Барак Обама                         |
| 20      | Stephanie Syptak-Ramnath (поверенный в делах) | 20 января 2017   | 26 июля 2019     | Дональд Трамп                       |
| 21      | Rafik Mansour (поверенный в делах)            | 30 июля 2019     | В должности      | Дональд Трамп                       |
| source: |                                               |                  |                  |                                     |